# دانشگاه آزاد مدیترانه‌ای
دانشگاه آزاد مدیترانه‌ای (به ایتالیایی: Libera Università Mediterranea) یک دانشگاه در ایتالیا است که در کاساماسیما واقع شده‌است.